# William J. Lynn

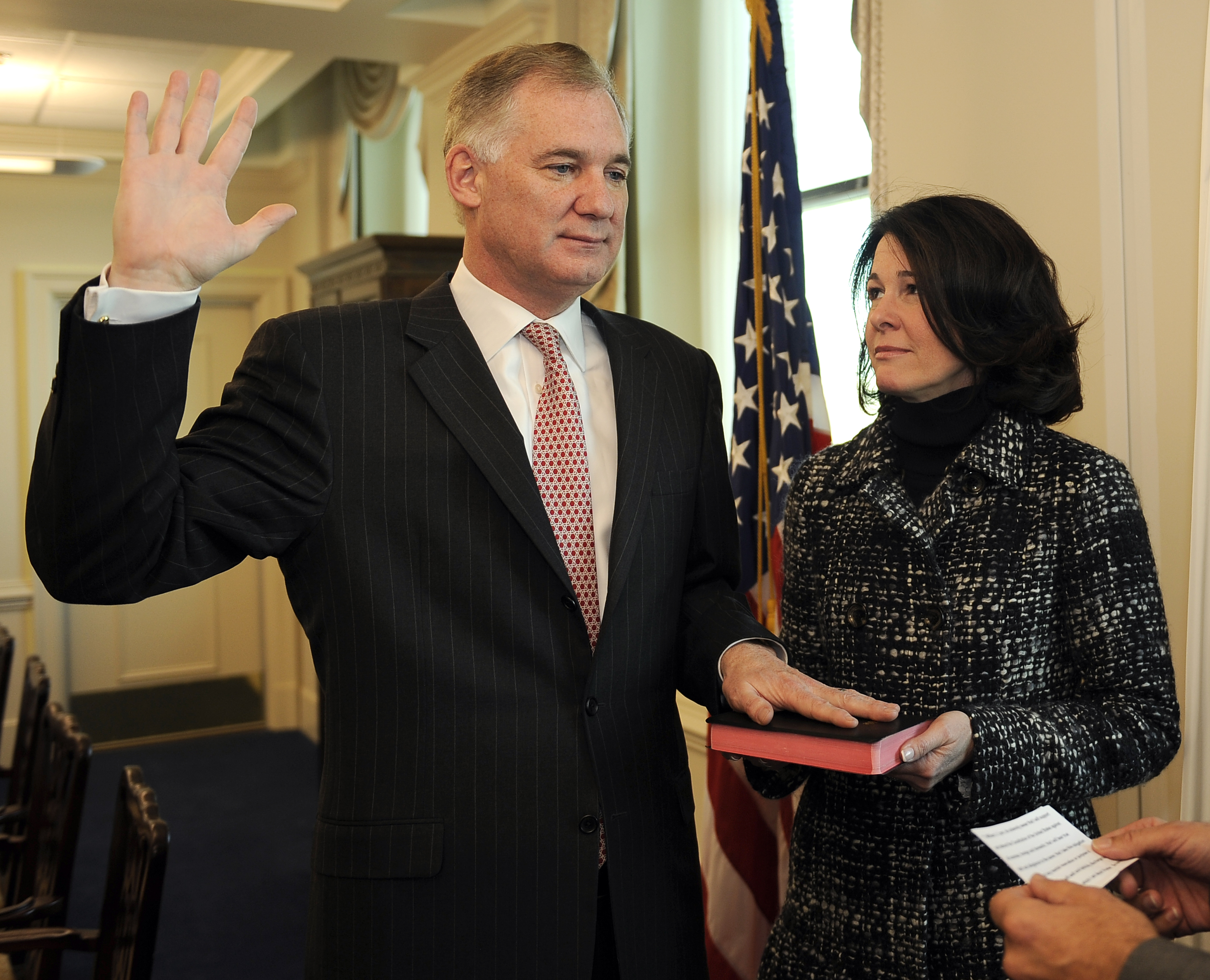
Lynn leistet Amtseid als Deputy Secretary of Defense, in Begleitung seiner Ehefrau

William J. Lynn III (* 1. Januar 1954  in Key West, Florida) ist ein US-amerikanischer Politiker und Sicherheitsexperte. Er war vom 12. Februar 2009 bis 5. Oktober 2011 unter Minister Robert Gates stellvertretender Verteidigungsminister der USA (United States Deputy Secretary of Defense) in der Obama-Regierung.
Lynn legte den B.A. am Dartmouth College 1976, das juristische Examen 1980 an der Cornell University und ein Masterexamen in Public Affairs an der Princeton University 1982 ab. Er arbeitete für das sicherheits- und verteidigungspolitische Center for Strategic and International Studies (CSIS) 1982–1985 und zwischen 1985 und 1987 an der National Defense University. Dann wirkte er für den Senator Edward Kennedy als juristischer Berater 1987–1993. In der Clinton-Administration arbeitete Lynn im Verteidigungsministerium der Vereinigten Staaten auf einigen Positionen, so als Unterstaatssekretär für das Budget (Under Secretary of Defense Comptroller) zwischen 1997 und 2001. Von 2002 bis Januar 2009 war er Cheflobbyist für den Rüstungskonzern Raytheon. Seine Zeit im Pentagon unter Barack Obama war geprägt von Budgetdiskussionen im Zeichen der Finanzkrise und den notwendigen Priorisierungen der militärischen Ziele Ab 2012 ging er wieder in die Industrie als CEO von DRS Technologies.

## Schriften
- Hrsg. Toward a more effective defense. Report of the Defence Organization Project, 1985 ISBN 978-0887300264

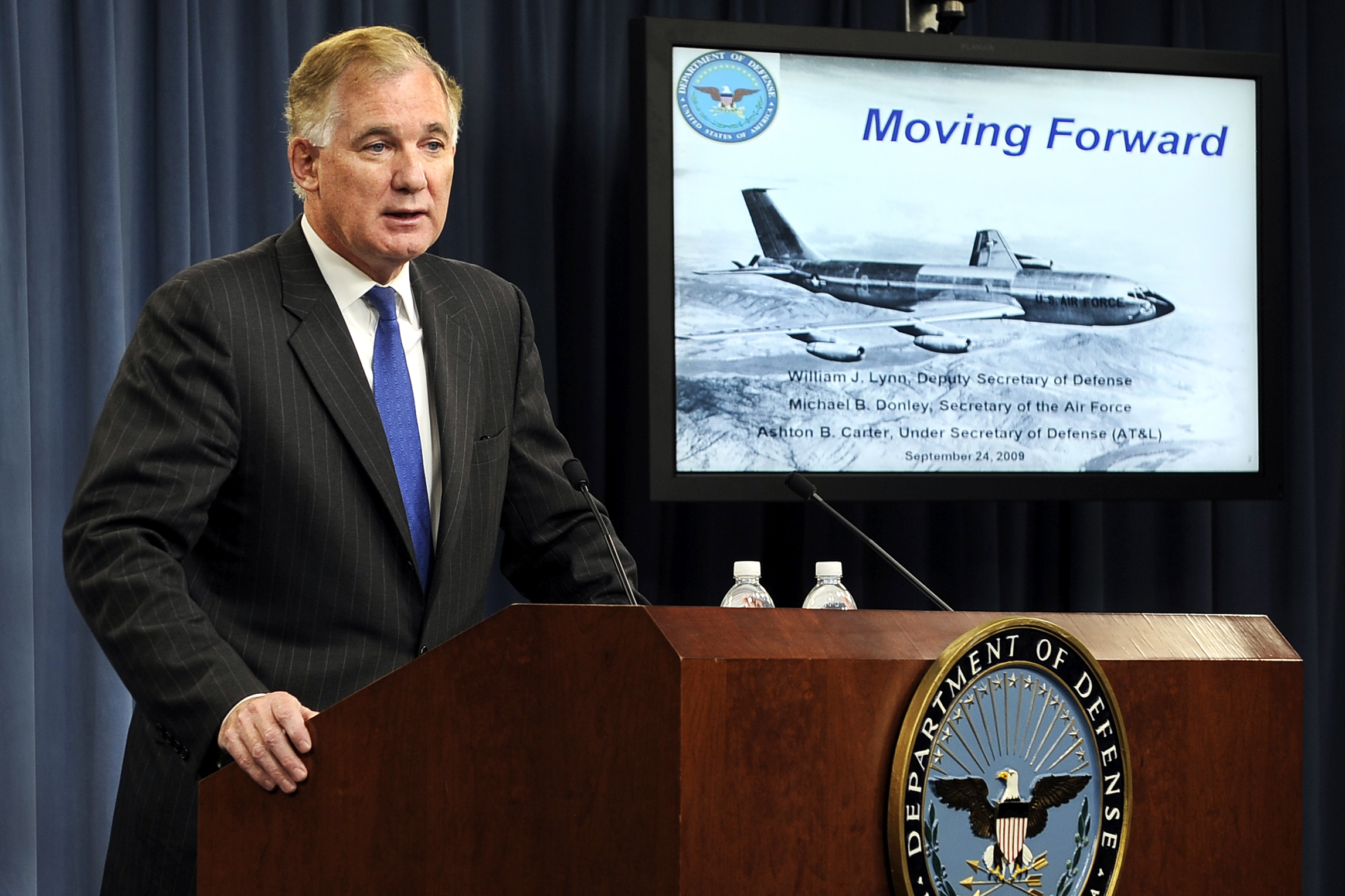
William Lynn in einer Pressekonferenz am 24. September 2009